# Rhinoclemmys
Rhinoclemmys is een geslacht van schildpadden uit de familie Geoemydidae. De geslachtsnaam is in de literatuur soms abusievelijk als Rhinoclemys geschreven, met een enkele 'm'. De groep werd voor het eerst wetenschappelijk beschreven door Leopold Fitzinger in 1835.
De schildpadden die tot deze groep behoren worden wel aardschildpadden genoemd maar dit geldt voor meer geslachten in de familie Geoemydidae. Rhinoclemmys-soorten zijn de enige vertegenwoordigers van de Geoemydinae die voorkomen in Amerika, alle andere soorten leven in Azië. Er zijn in totaal 9 soorten die niet zo groot worden, de schildlengtes variëren van 20 tot 35 centimeter. Alle soorten hebben een kiel op het midden van het schild. De soorten komen voor in Zuid- en Midden-Amerika, slechts twee soorten komen zo noordelijk voor als Mexico, één soort komt onder andere voor in Mexico, de andere is hier endemisch.
De levenswijze en habitat verschillen wel enigszins, sommige soorten zijn sterker aan water gebonden en hebben zwemvliezen tussen de tenen, andere soorten leven meer in bossen en leven uitsluitend op het land.

## Taxonomie
Geslacht Rhinoclemmys
- Soort Bruine aardschildpad (Rhinoclemmys annulata)
- Soort Rhinoclemmys areolata
- Soort Rhinoclemmys diademata
- Soort Rhinoclemmys funerea
- Soort Rhinoclemmys melanosterna
- Soort Rhinoclemmys nasuta
- Soort Sieraardschildpad (Rhinoclemmys pulcherrima)
- Soort Zuid-Amerikaanse aardschildpad (Rhinoclemmys punctularia)
- Soort Rhinoclemmys rubida